# Scacchia tenera
Scacchia tenera is een tweekleppigensoort uit de familie van de Lasaeidae. De wetenschappelijke naam van de soort is voor het eerst geldig gepubliceerd in 1881 door Jeffreys.